# Erwin Helfer
Erwin Helfer (20 de janeiro de 1936) é um pianista norte-americano de jazz, boogie-woogie e blues.
Nascido e criado em Chicago, Illinois, começou sua carreira profissional com Estelle Yancey, que lhe pediu para excursionar com ele. Este foi o começo de uma amizade ao longo da vida. Além disso, foi orientado e influenciado por Cripple Clarence Lofton, Speckled Red e Sunnyland Slim. Na década de 1960 e 1970, Helfer tocou com Jimmy Walker.